# Dübelholz
Dübelholz bezeichnet eine Massivholzbauweise und unterscheidet sich von anderen Holzbauweisen, wie Holzrahmen- oder Holzständerbau, durch einen durchgehend massiven Wandaufbau.
Dübelholz wird in Außenwand-, Innenwand-, Dach- und Deckenelementen eingesetzt, wobei das konstruktiv verwendete Brettschichtholz in Lamellen zugeschnitten und leimfrei mit einem Dübel verbunden wird. So entstehen vorgefertigte Massivholzwände, die bauseits zusammengesetzt und ggf. durch eine Außendämmung und Fassade ergänzt werden.

## Funktionsweise
Das Brettschichtholz aus Weichholz (überwiegend Fichte und Kiefer) wird auf ca. 12 bis 15 % Restfeuchte technisch getrocknet und in Lamellen zugeschnitten und aneinandergesetzt. Ein Dübel aus Hartholz (zumeist Buche) wird mit einer Restfeuchte von 6 bis 8 % in die Lamellen eingetrieben. Durch den unterschiedlichen Feuchtegrad nimmt der trockenere Dübel die Feuchtigkeit aus dem Weichholz auf und beginnt zu quellen. Es entsteht eine Klemmwirkung, die die beiden Bauteile irreversibel miteinander verbindet. So entsteht eine langfristige und leimfreie Verbindung ohne zusätzlichen Einsatz von Chemikalien.

## Arten von Dübelholz
1999 gab es die erste Art des Dübelholzes. Hier wurde der Dübel horizontal in die Holzlamellen eingetrieben. Mit der Zeit entwickelten sich weitere Arten des Dübelholzes. Zum einen wurde der Dübel diagonal in die Lamellen eingetrieben, zum anderen entwickelte sich eine Form, bei der der Dübel weiterhin horizontal eingetrieben wurde, die Lamellen jedoch rotierend gelegt wurden. Alle drei Arten werden heute in unterschiedlichsten Bauwerken verbaut. 

## Weblink
- Holzbausysteme – eine Übersicht auf informationsdienst-holz.de